# 大臣政務官
大臣政務官（日语：／、, Vice-Minister）是日本內閣府、復興廳與各省設置的官職。通常省略「大臣」簡稱政務官。

## 概要
大臣政務官是依《國會審議活性化及政治主導政策決定制度確立相關法律》，廢除原有的政務次官，與副大臣一同新設的職務。
大臣政務官協助各府省首長大臣（內閣府為內閣官房長官或特命擔當大臣）參與特定政策及企劃與處理政務。其地位由《內閣府設置法》第14條、《國家行政組織法》第17條等規定。各大臣政務官的職務範圍由各府省首長大臣決定。大臣政務官的任免由各府省首長大臣提出，內閣決行（與身為認證官的副大臣不同，不須受天皇認證）。
大臣政務官在內閣總辭時，與內閣總理大臣等其他國務大臣一樣同時失去其職位。是《國家公務員法》上的特別職，慣例上由國會議員出任。
大臣政務官的地位在副大臣之下、大臣補佐官與事務次官之上。官職名為內閣府大臣政務官（非內閣總理大臣政務官）、復興大臣政務官（非復興廳大臣政務官）、總務大臣政務官（非總務省大臣政務官）等。
大臣政務官與副大臣的不同處是，副大臣是針對該府省的政策進行全面性的輔佐（但內閣府副大臣不處理大臣委員會相關事務），大臣政務官是針對特定政策進行協助，副大臣（内閣府副大臣除外）在大臣不在時代行各省大臣職務（但不代行國務大臣職務），大臣政務官則無此權力。

### 官職名實施前的變更
《內閣府設置法》、《國家行政組織法部分修正法》（平成11年法律第90號）、《中央省廳等改革國家行政組織相關法律整備等相關法律》（平成11年法律第102號）最早制定的官名未冠上「大臣」，只稱為「政務官」（內閣府政務官、防衛政務官、總務政務官等），之後同月30日公布、施行的《國會審議活性化及政治主導政策決定制度確立相關法律》（附則第7條至附則第9條），將前述三條法律提及的「政務官」改為「大臣政務官」與「長官政務官」，2001年1月6日正式施行。

## 英文名稱
最初大臣政務官的英文名稱是仿效英國譯為「Parliamentary Secretary」。
2006年（平成18年）2月下旬，經濟產業大臣政務官片山五月的名片將其職稱譯為。現在部分省將大臣政務官譯為「Vice-Minister」。副大臣則譯為「Senior Vice-Minister」。

## 長官政務官
法律上由國務大臣出任首長的各廳（大臣廳）設有同様職務長官政務官。

## 大臣政務官一覧（計27人）
- 內閣府大臣政務官（日语：内閣府大臣政務官）（3人）
- 總務大臣政務官（3人）
- 法務大臣政務官（日语：法務大臣政務官）（1人）
- 外務大臣政務官（日语：外務大臣政務官）（3人）
- 財務大臣政務官（2人）
- 文部科學大臣政務官（日语：文部科学大臣政務官）（2人）
- 厚生勞動大臣政務官（日语：厚生労働大臣政務官）（2人）
- 農林水產大臣政務官（日语：農林水産大臣政務官）（2人）
- 經濟產業大臣政務官（日语：経済産業大臣政務官）（2人）
- 國土交通大臣政務官（3人）
- 環境大臣政務官（日语：環境大臣政務官）（2人）
- 防衛大臣政務官（日语：防衛大臣政務官）（2人）
- 復興大臣政務官（日语：復興大臣政務官）

## 外部連結
- 第3次安倍改造内閣 大臣政務官名簿｜首相官邸